# Duarte de Meneses
Dom Duarte de Meneses (pre-1488 – post-1539) è stato un nobile portoghese del XVI secolo che servì la Corona come ufficiale coloniale quale governatore di Tangeri dal 1508 al 1521 e nel quadriennio 1536-1539 e governatore dell'India nel triennio 1522-1524.

## Biografia

### Origini
D. Duarte de Meneses era il figlio maggiore del potente nobile D. João de Meneses, 1º conte di Tarouca e Priore di Crato, e della moglie D. Joana de Vilhena. Prende il nome dal suo famoso nonno, Duarte de Meneses, 3º conte di Viana, capitano di Alcácer-Ceguer. 

### Governatore di Tangeri
Nel 1508, Duarte de Meneses succedette a suo padre come capitano portoghese di Tangeri, una funzione che aveva già svolto efficacemente per conto del padre dall'anno precedente (1507). Si guadagnò una formidabile reputazione come leader militare in numerosi scontri intorno a Tangeri.

### Governatore dell'India
Nel 1521, D. Duarte de Meneses fu nominato dal re Manuele I del Portogallo come nuovo governatore dell'India portoghese, succedendo a Diogo Lopes de Sequeira. Duarte de Meneses lasciò Lisbona nell'aprile del 1521, con una flotta di 11 caracche diretto in India. Lo accompagnava il fratello D. Luís de Meneses, al comando di una delle navi. Lungo la rotta, l'armada di Meneses incontrò uno squadrone di quattro navi, comandato da Martim Afonso de Mello, diretto in Cina. Meneses gettò l'ancora a Goa alla fine di agosto 1521. Assunse l'incarico all'inizio del 1522, alla partenza del suo predecessore. 
Il mandato di D. Duarte de Meneses come governatore fu considerato disastroso: Accusato di corruzione, fu arrestato dal suo successore, Vasco da Gama, nel 1524, e rimandato in Portogallo sotto scorta.
 
Il viaggio sino al Portogallo della flotta che trasportava de Meneses (nuovamente accompagnato dal fratello) registrò la misteriosa scomparsa di una potente nave da guerra, la Santa Catarina do Monte Sinai, il cui fato è da alcuni legato alle macchinazioni di D. Duarte e del fratello Luís.
 
Una volta in patria, dopo uno sbrigativo incontro con Re Giovanni III del Portogallo ad Almeirim, D. Duarte fu imprigionato per quasi sette anni nel castello di Torres Vedras, prima di essere finalmente rilasciato grazie all'intercessione di potenti amici tra cui Dom António de Ataíde, I conte di Castanheira.

### Governatore di Tangeri (secondo mandato)
La riabilitazione di Duarte de Meneses fu sancita dalla sua riconferma, nell'ottobre del 1536, quale governatore di Tangeri. Ricoprì l'ufficio fino al gennaio 1539, quando lo passò al figlio, D. João de Meneses. 
Duarte de Meneses visse il resto dei suoi giorni in Portogallo.